# Jecheon Gymnasium
Jecheon Gymnasium – hala sportowa znajdująca się w mieście Jecheon w Korei Południowej. Może pomieścić 3 300 widzów[niewiarygodne źródło?].

## Wydarzenia
W hali odbyły się między innymi takie wydarzenia, jak:
- krajowe mistrzostwa w gimnastyce (2018)[3],
- mecz Korea Południowa – Brazylia w siatkówce mężczyzn (2024)[4],
- krajowy turniej tenisa stołowego (2024)[5].